# Norfolk Island Airlines
Norfolk Island Airlines  war von 1973 bis 2018 die einzige Fluggesellschaft der australischen Norfolkinsel mit Sitz in der Hauptstadt Kingston. Sie wurde zunächst nach Zusammenschluss mit Lloyd Aviation Jet Charter  in Norfolk Airlines umbenannt, stellte später den Betrieb ein und nahm diesen unter altem Namen und neuen Besitzverhältnissen 2017 wieder auf.
Als zuletzt virtuelle Fluggesellschaft nutzte diese Flugzeuge des Typs Boeing 737-300 der Nauru Airlines. Zunächst wurde Brisbane in Australien und Auckland und Neuseeland vom Norfolk Island International Airport angeflogen. Die Verbindung nach Auckland wurde im September 2017 eingestellt. Schlussendlich wurde der gesamte Flugbetrieb im März 2018 eingestellt.
In den 1970er Jahren kamen eigene Flugzeuge der Typen Beech King Air 200 und Beechcraft Baron zum Einsatz.